# 2002 في إيطاليا
فيما يلي قوائم الأحداث التي وقعت خلال عام 2002 في إيطاليا.

## سياسة

### تعيين في المنصب
- 6 يناير – سيلفيو برلسكوني وزير الخارجية.

### انتهاء فترة المنصب
- 14 نوفمبر – سيلفيو برلسكوني وزير الخارجية.

## رياضة
- 1 يناير – ميلان-سان ريمو 2002 الفائزون فريد رودريجيز، ماريو تشيبوليني، ماركوس زبيرج.

## موسيقى
- كونفيسا (أغنية) للمغني الإيطالي الشهير أدريانو تشيلنتانو

## أفلام
من الأفلام التي صدرت هذه السنة في إيطاليا:
- 1 يناير – افتح عينيك من إخراج أليخاندرو آمينابار.
- 1 يناير – الآخرون من إخراج أليخاندرو آمينابار.
- 1 يناير – الجنة من إخراج توم تيكوير.
- 1 يناير – القبلة الأخيرة من إخراج غابرييل موتشينو.
- 1 يناير – اللوح الأسود من إخراج سميرة مخملباف.
- 1 يناير – منتزه جوسفورد من إخراج روبرت ألتمان.
- 14 مايو – كوز الذهب من إخراج جيمس أيفوري.
- 23 سبتمبر – سولينو من إخراج فاتح اكين.
- 20 ديسمبر – عصابات نيويورك من إخراج مارتن سكورسيزي.

## وفيات

### يناير
- 1 يناير – إيجيديو بريمياني (مواليد 1909) لاعب كرة سلة إيطالي.
- 22 يناير – غيدو برناردي (مواليد 1921) درّاج طريق إيطالي.

### مارس
- 13 مارس – إيفانو بلاسون (مواليد 1923) لاعب كرة قدم إيطالي.

### مايو
- 18 مايو – سيرجيو اندرولي (مواليد 1922) لاعب كرة قدم إيطالي.

### يونيو
- 14 يونيو – رينو بينيديتي (مواليد 1928) درّاج طريق إيطالي.
- 18 يونيو – والتر فيلا (مواليد 1943) متسابق دراجات نارية إيطالي.

### يوليو
- 12 يوليو – غوليلمو بسنتي (مواليد 1933) درّاج طريق إيطالي.

### أغسطس
- 15 أغسطس – البرتو بيرتوشيللي (مواليد 1924) لاعب كرة قدم إيطالي.

### أكتوبر
- 3 أكتوبر – رومولو ألزاني (مواليد 1921) لاعب كرة قدم إيطالي.
- 7 أكتوبر – بييرانجلو بيرتولي (مواليد 1942)
- 14 أكتوبر – أرتورو سيلفيستري (مواليد 1921) لاعب ومدرب كرة قدم إيطالي.